# میدینگلی
میدینگلی (به انگلیسی: Madingley) یک روستا و محله مدنی در بریتانیا است که در کمبریج‌شر جنوبی واقع شده‌است. میدینگلی ۲۱۰ نفر جمعیت دارد.